# 愛と虐殺の日々
『愛と虐殺の日々 歴代小教典大全』（あいとぎゃくさつのひび れきだいしょうきょうてんたいぜん）は、日本のヘヴィメタルバンドである聖飢魔IIの第八大教典。
魔暦紀元前8年（1991年）12月13日の金曜日にソニー・ミュージックレコーズのFITZBEATレーベルから発布された2作目のベスト・アルバム。ベスト・アルバムとしては『WORST』（1989年）以来およそ2年振り、その他の大教典も含めると『有害』（1990年）以来およそ1年3か月振りのリリースとなった。
本作には魔暦紀元前13年（1986年）から魔暦紀元前8年（1991年）までに発布された小教典がB面曲も含めてすべて収録されている他、爆裂聖飢魔II名義の楽曲や未発表曲も収録されている。また、日本テレビ系バラエティ番組『全員出席!笑うんだってば』（1989年）のエンディングテーマとして使用された「BAD AGAIN 〜美しき反逆〜」（1990年）および映画『陽炎』（1991年）の主題歌として使用された「赤い玉の伝説」（1991年）、爆裂聖飢魔II名義で発布された「夏休み」は本作にて大教典初収録となった。
本作はオリコンアルバムチャートにおいて最高位第16位となった。また、後にソニー・ミュージックレコーズ所属時の全小教典を収録した『愛と虐殺の日々〜歴代小教典 ソニー時代完全盤〜』（2013年）が新たに発布されている（後述）。

## 背景
第七大教典『有害』（1990年）発布後、聖飢魔IIは映画『陽炎』（1991年）の主題歌となった小教典「赤い玉の伝説」を発布。また、聖飢魔IIは同年に「爆裂聖飢魔II」という期間限定のコンセプト・バンドとして小教典「夏休み」を発布した。しかし「爆裂聖飢魔II」のプロジェクトは構成員にとっては不本意なものであり、この時期から構成員と丸沢との間で認識のズレが顕著になってきたと湯沢は述べている他、小暮は構成員ではない丸沢が作品の内容に口出しすることを疑問視するようになっていたと述べている。『有害』の後に長らく大教典を発布していなかったこともあり、3曲の仮歌を中心に広げていくという案が丸沢から出され、当時の事をSEX MACHINEGUNSの先取りであったと小暮は述懐した上で、マネージメント側とレコード会社側において打ち出していくバンドイメージに対する認識が大きく異なっていたと述べている。
同年には翌年開催予定であったセビリア万国博覧会のプレ・イベントである「セビリア・フェスタ・ジャパンデー」において、着物ショーや阿波踊りなどの日本の文化を披露する目的の催事が行われることになり、日本のバンドを代表して聖飢魔IIが同イベントに参加することになった。結果として聖飢魔IIはスペインのセビリアのみならずイギリスのロンドンおよびアメリカ合衆国のニューヨークにおいてもミサを行うことになり、ニューヨーク在住の音楽プロデューサーからアメリカでのデビューを持ちかけられる事になったが、同プロデューサーが担当していたバンドが商業的に失敗し資金が枯渇したことから破談となった。

## 構成
本作には1枚目の小教典「蠟人形の館」（1986年）から12枚目の小教典「赤い玉の伝説」（1991年）までの合計11作の小教典に収録されたすべての楽曲に加え、爆裂聖飢魔II名義で発布された小教典「夏休み」および未発表曲であった「GOOD NIGHT MELODIES」も収録されている。小教典の中にはレコードのみで発布され既に廃盤になっていて入手困難になっていたものや、アルバム未収録となっていた楽曲も含まれている。本作収録曲の内、「蠟人形の館」および「JACK THE RIPPER」は大教典『THE END OF THE CENTURY』（1986年）収録の小暮によるMC入りバージョンとなっている他、「アダムの林檎」（1986年）および「EL・DO・RA・DO」（1987年）は大教典とはボーカルおよびミックスが異なる小教典バージョンでの収録となっている。また、小教典のB面としてのみ収録されていた「BURNING BLOOD」「地獄への階段（完結編）」「SCHWARZ KASTELL」「怪力熊男」「JOKER」「織田信長」「MR. GOLDEN LAND」が大教典初収録となった。
爆裂聖飢魔IIとしての作品発表に関して、小暮は『有害』を受けたミサ・ツアー終了後の曲作りの合宿において構成員を笑わせようと適当な歌詞の仮歌でデモテープを制作していたところ、ディレクターの丸沢和宏がそれを気に入ったために別名義のバンドとして発布されることが決定したと述べている。ルーク篁によれば『有害』の売り上げが伸びず、曲作りも以前と変わらず行き詰まっている状況の中、丸沢が「どうも聖飢魔IIはハジけ切れてない。なんか面白くないぞ。このバンドは既成のモノをぶち壊すパワーを持っていたはずなのに。でも変に自信だけは持っている」と指摘、結果として丸沢の案を受け入れた構成員は爆裂聖飢魔IIとして作品を発布したものの、篁は丸沢が自由度を高めようとして発案したと推測した上で「そういう意味では大失敗だった。“こんなことやらなくていいじゃん”って。“こういう壊し方じゃなくたって”みたいなね」と述べている。エース清水は爆裂聖飢魔IIはディレクター主導のお遊びであり、自身は何の思い入れもないと述べている。丸沢は爆裂聖飢魔IIとしての活動が構成員にとっては不本意なものであったと認めた上で、「伝説のチャンバー・ライダー」の歌詞中にある「土曜の夜だぜ、フライデーナイト」というノリを重視したものの理性的であった構成員によって中途半端な出来になってしまったと釈明している。

## リリース、批評、チャート成績
| 専門評論家によるレビュー | 専門評論家によるレビュー |
| レビュー・スコア         | レビュー・スコア         |
| 出典                     | 評価                     |
| ------------------------ | ------------------------ |
| CDジャーナル             | 肯定的                   |

本作は魔暦紀元前9年（1991年）12月13日にソニー・ミュージックレコーズのFITZBEATレーベルから2枚組CDおよび2本組CTの2形態で発布された。本作の帯に記載されたキャッチフレーズは「地球に降りた悪魔達の血と汗と涙の結晶、愛と非道の集大成。究極のシングルス・コレクション。」であり、また帯には極悪集大成盤『WORST』（1989年）収録曲とのバージョンの重複がないことが記載されている。CD付属のブックレットには聖飢魔IIのディレクターである丸沢のコメントが掲載されている他、中央部見開き部分にはそれまでに使用していた構成員のステージ衣装である戦闘服が掲載されている。また、掲載されている歌詞は手書きとなっている。
本作以前に発布された小教典の内、魔暦紀元前9年（1990年）2月1日に発布された「BAD AGAIN 〜美しき反逆〜」および魔暦紀元前8年（1991年）1月21日に発布された「赤い玉の伝説」、魔暦紀元前8年（1991年）7月25日に爆裂聖飢魔II名義で発布された「夏休み」は本作にて大教典初収録となった。小暮は同年に発布された作品は「赤い玉の伝説」および「夏休み」と本作しかなかったために「2枚組の教典は出しているものの、小教典集だし、最も何も出さなかったと言っていい一年だったね」と述べた他、年末からは海外公演の準備に追われる形になり教典の制作が困難な状態であったために「舞台、ミサの年だったわけだよね」とも述べている。
本作に対する評価として、音楽情報サイト『CDジャーナル』では本作には未発表曲が含まれるなどファン・サービスの側面があることや演奏技術が向上していることを紹介した上で、「信者でないかぎり全26曲通して聴くのはつらい」と指摘しながらも「手を変え品を変え、自分たちだけは飽きさせない努力は立派。マンネリの鑑かも」と肯定的に評価した。本作はオリコンアルバムチャートにおいて最高位第16位の登場週数6回で、売り上げ枚数は6.0万枚となった。本作は1994年7月1日に2枚組MDとして再リリースされた他、ソニー・ミュージックレコーズ所属時の全小教典を収録した『愛と虐殺の日々〜歴代小教典 ソニー時代完全盤〜』（2013年）として新たに3枚組CDとして再リリースされた。また、BMG JAPAN所属時の小教典を収録したシングル・コレクションに該当する大教典は発布されていない。

## 愛と虐殺の日々〜歴代小教典 ソニー時代完全盤〜
『愛と虐殺の日々〜歴代小教典 ソニー時代完全盤〜』（あいとぎゃくさつのひび れきだいしょうきょうてん ソニーじだいかんぜんばん）は、日本のヘヴィメタルバンドである聖飢魔IIの9作目のベスト・アルバム。CD帯に記載されたキャッチフレーズは「聖なる物に飢えている悪魔がIIび蘇る…」であり、また英題として「DAYS OF LOVE & SLAUGHTER ~THE COMPLETE CHAPTERS OF DOCTRINE FROM THE SONY YEARS~」とも記載されている。
魔暦15年（2013年）11月27日にソニー・ミュージックダイレクトのGT Musicレーベルから発布された。第八大教典『愛と虐殺の日々』（1991年）をリニューアルし、さらに同作の後に発布されアルバム未収録となっていた「正義のために」（1992年）や「世界一のくちづけを」（1993年）などを含む6枚の小教典とそのカップリング曲、そしてボーナス・トラックにはテレビ番組用企画として録音された「BAD AGAIN 〜美しき反逆〜」（1990年）の広東語バージョンである「BAD AGAIN 〜反叛童真〜」などソニー・ミュージック在籍時代の小教典をすべて網羅したBlu-spec CD2仕様の3枚組ベスト・アルバムとなっている。
ジャケットデザインはソニー・ミュージック在籍時に聖飢魔IIの小教典や大教典のデザインを数多く手がけた加藤靖隆が担当しており、旧盤からデザインが一新されている。聖飢魔IIの小教典の楽曲は大教典収録時に別バージョンとしてアレンジされることが多いため、小教典バージョンが網羅されるのは本作が初となっている。

## 収録曲

### 愛と虐殺の日々
- CDブックレットに記載されたクレジットを参照[13]。

| #         | タイトル                   | 作詞                         | 作曲                 | 編曲                 | 時間  |
| --------- | -------------------------- | ---------------------------- | -------------------- | -------------------- | ----- |
| 1.        | 「蠟人形の館」             | ダミアン浜田                 | ダミアン浜田         | 聖飢魔II             | 5:42  |
| 2.        | 「JACK THE RIPPER」        | ダミアン浜田、デーモン小暮   | ダミアン浜田         | 聖飢魔II             | 4:29  |
| 3.        | 「アダムの林檎」           | デーモン小暮                 | ジェイル大橋         | 聖飢魔II             | 4:32  |
| 4.        | 「悪夢の叫び」             | ダミアン浜田                 | ダミアン浜田         | 聖飢魔II             | 4:44  |
| 5.        | 「EL・DO・RA・DO」         | デーモン小暮                 | デーモン小暮、紫馬肥 | 聖飢魔II             | 5:05  |
| 6.        | 「BURNING BLOOD」          | デーモン小暮、エース清水     | エース清水           | 聖飢魔II             | 5:30  |
| 7.        | 「1999 SECRET OBJECT」     | デーモン小暮                 | Sgt.ルーク篁III世    | 聖飢魔II             | 4:18  |
| 8.        | 「地獄への階段（完結編）」 | デーモン小暮                 | デーモン小暮         | 聖飢魔II             | 5:23  |
| 9.        | 「STAINLESS NIGHT」        | デーモン小暮                 | エース清水           | 聖飢魔II             | 4:43  |
| 10.       | 「SCHWARZ KASTELL」        | デーモン小暮                 | デーモン小暮         | 聖飢魔II             | 5:28  |
| 11.       | 「WINNER!」                | デーモン小暮、ぬらりひょん吉 | Sgt.ルーク篁III世    | 聖飢魔II、土橋安騎夫 | 6:10  |
| 12.       | 「害獣達の墓場」           | デーモン小暮                 | エース清水           | 聖飢魔II、土橋安騎夫 | 4:33  |
| 13.       | 「白い奇蹟」               | デーモン小暮                 | エース清水           | 聖飢魔II             | 5:06  |
| 合計時間: | 合計時間:                  | 合計時間:                    | 合計時間:            | 合計時間:            | 65:43 |

| #         | タイトル                       | 作詞                       | 作曲                            | 編曲                                                 | 時間  |
| --------- | ------------------------------ | -------------------------- | ------------------------------- | ---------------------------------------------------- | ----- |
| 1.        | 「怪力熊男」                   | デーモン小暮               | Sgt.ルーク篁III世               | 聖飢魔II                                             | 7:50  |
| 2.        | 「BAD AGAIN 〜美しき反逆〜」   | デーモン小暮               | Sgt.ルーク篁III世               | 聖飢魔II、松崎雄一／ストリングス・アレンジ: 斉藤ネコ | 5:30  |
| 3.        | 「JOKER 〜非力河童人間〜」     | デーモン小暮               | エース清水                      | 聖飢魔II、松崎雄一                                   | 4:59  |
| 4.        | 「有害ロック」                 | デーモン小暮               | Sgt.ルーク篁III世               | 聖飢魔II、松崎雄一                                   | 4:02  |
| 5.        | 「ピンクの恐竜」               | デーモン小暮               | Sgt.ルーク篁III世               | 聖飢魔II、松崎雄一                                   | 4:15  |
| 6.        | 「ファラオのように」           | デーモン小暮               | エース清水                      | 聖飢魔II、松崎雄一                                   | 5:12  |
| 7.        | 「織田信長」                   | デーモン小暮               | ゼノン石川                      | 聖飢魔II、松崎雄一                                   | 4:15  |
| 8.        | 「赤い玉の伝説」               | デーモン小暮               | エース清水                      | 松崎雄一                                             | 5:49  |
| 9.        | 「MR. GOLDEN LAND」            | デーモン小暮               | Sgt.ルーク篁III世               | 松崎雄一                                             | 5:25  |
| 10.       | 「夏休み」                     | 爆裂デーモン小暮、高野辰之 | 爆裂Sgt.ルーク篁III世、岡野貞一 | 爆裂聖飢魔II、爆裂マツザキ様                         | 4:38  |
| 11.       | 「伝説のチャンバー・ライダー」 | 爆裂デーモン小暮           | 爆裂デーモン小暮                | 爆裂聖飢魔II、爆裂マツザキ様                         | 4:22  |
| 12.       | 「BLACK BASS」                 | 爆裂デーモン小暮           | 爆裂Sgt.ルーク篁III世           | 爆裂聖飢魔II、爆裂マツザキ様                         | 4:31  |
| 13.       | 「GOOD NIGHT MELODIES」        | デーモン小暮               | ゼノン石川                      | 聖飢魔II、松崎雄一                                   | 5:27  |
| 合計時間: | 合計時間:                      | 合計時間:                  | 合計時間:                       | 合計時間:                                            | 66:15 |

### 愛と虐殺の日々〜歴代小教典 ソニー時代完全盤〜
- CDブックレットに記載されたクレジットを参照[14]。

| #         | タイトル                   | 作詞                         | 作曲                 | 編曲                 | 時間  |
| --------- | -------------------------- | ---------------------------- | -------------------- | -------------------- | ----- |
| 1.        | 「蠟人形の館」             | ダミアン浜田                 | ダミアン浜田         | 聖飢魔II             | 5:43  |
| 2.        | 「JACK THE RIPPER」        | ダミアン浜田、デーモン小暮   | ダミアン浜田         | 聖飢魔II             | 4:29  |
| 3.        | 「アダムの林檎」           | デーモン小暮                 | ジェイル大橋         | 聖飢魔II             | 4:32  |
| 4.        | 「悪夢の叫び」             | ダミアン浜田                 | ダミアン浜田         | 聖飢魔II             | 4:44  |
| 5.        | 「EL・DO・RA・DO」         | デーモン小暮                 | デーモン小暮、紫馬肥 | 聖飢魔II             | 5:05  |
| 6.        | 「BURNING BLOOD」          | デーモン小暮、エース清水     | エース清水           | 聖飢魔II             | 5:30  |
| 7.        | 「1999 SECRET OBJECT」     | デーモン小暮                 | Sgt.ルーク篁III世    | 聖飢魔II             | 4:18  |
| 8.        | 「地獄への階段（完結編）」 | デーモン小暮                 | デーモン小暮         | 聖飢魔II             | 5:23  |
| 9.        | 「STAINLESS NIGHT」        | デーモン小暮                 | エース清水           | 聖飢魔II             | 4:44  |
| 10.       | 「SCHWARZ KASTELL」        | デーモン小暮                 | デーモン小暮         | 聖飢魔II             | 5:28  |
| 11.       | 「WINNER!」                | デーモン小暮、ぬらりひょん吉 | Sgt.ルーク篁III世    | 聖飢魔II、土橋安騎夫 | 6:10  |
| 12.       | 「害獣達の墓場」           | デーモン小暮                 | エース清水           | 聖飢魔II、土橋安騎夫 | 4:33  |
| 13.       | 「白い奇蹟」               | デーモン小暮                 | エース清水           | 聖飢魔II             | 5:06  |
| 合計時間: | 合計時間:                  | 合計時間:                    | 合計時間:            | 合計時間:            | 65:45 |

| #         | タイトル                       | 作詞                       | 作曲                            | 編曲                                                 | 時間  |
| --------- | ------------------------------ | -------------------------- | ------------------------------- | ---------------------------------------------------- | ----- |
| 1.        | 「怪力熊男」                   | デーモン小暮               | Sgt.ルーク篁III世               | 聖飢魔II                                             | 7:50  |
| 2.        | 「BAD AGAIN 〜美しき反逆〜」   | デーモン小暮               | Sgt.ルーク篁III世               | 聖飢魔II、松崎雄一／ストリングス・アレンジ: 斎藤ネコ | 5:30  |
| 3.        | 「JOKER 〜非力河童人間〜」     | デーモン小暮               | エース清水                      | 聖飢魔II、松崎雄一                                   | 5:00  |
| 4.        | 「有害ロック」                 | デーモン小暮               | Sgt.ルーク篁III世               | 聖飢魔II、松崎雄一                                   | 4:02  |
| 5.        | 「ピンクの恐竜」               | デーモン小暮               | Sgt.ルーク篁III世               | 聖飢魔II、松崎雄一                                   | 4:15  |
| 6.        | 「ファラオのように」           | デーモン小暮               | エース清水                      | 聖飢魔II、松崎雄一                                   | 5:13  |
| 7.        | 「織田信長」                   | デーモン小暮               | ゼノン石川                      | 聖飢魔II、松崎雄一                                   | 4:15  |
| 8.        | 「赤い玉の伝説」               | デーモン小暮               | エース清水                      | 松崎雄一                                             | 5:49  |
| 9.        | 「MR. GOLDEN LAND」            | デーモン小暮               | Sgt.ルーク篁III世               | 松崎雄一                                             | 5:25  |
| 10.       | 「夏休み」                     | 爆裂デーモン小暮、高野辰之 | 爆裂Sgt.ルーク篁III世、岡野貞一 | 爆裂聖飢魔II、爆裂マツザキ様                         | 4:38  |
| 11.       | 「伝説のチャンバー・ライダー」 | 爆裂デーモン小暮           | 爆裂デーモン小暮                | 爆裂聖飢魔II、爆裂マツザキ様                         | 4:21  |
| 12.       | 「BLACK BASS」                 | 爆裂デーモン小暮           | 爆裂Sgt.ルーク篁III世           | 爆裂聖飢魔II、爆裂マツザキ様                         | 4:32  |
| 13.       | 「GOOD NIGHT MELODIES」        | デーモン小暮               | ゼノン石川                      | 聖飢魔II、松崎雄一                                   | 5:26  |
| 合計時間: | 合計時間:                      | 合計時間:                  | 合計時間:                       | 合計時間:                                            | 66:16 |

| #         | タイトル                                | 作詞                               | 作曲                             | 編曲                                                 | 時間  |
| --------- | --------------------------------------- | ---------------------------------- | -------------------------------- | ---------------------------------------------------- | ----- |
| 1.        | 「正義のために」                        | デーモン小暮                       | Sgt.ルーク篁III世、デーモン小暮  | 聖飢魔II、妖怪松崎様                                 | 4:43  |
| 2.        | 「満月の夜」                            | デーモン小暮                       | デーモン小暮                     | 中村哲、妖怪松崎様                                   | 6:31  |
| 3.        | 「テロリスト」                          | デーモン小暮                       | Sgt. ルーク篁III世、デーモン小暮 | 中村哲、妖怪松崎様                                   | 4:44  |
| 4.        | 「世界一のくちづけを」                  | デーモン小暮                       | Sgt.ルーク篁III世                | 聖飢魔II、レクター・H伯爵                            | 5:03  |
| 5.        | 「モザイクのLOVE MAZE」                 | デーモン小暮／英台詞: ボブ・ダイヤ | デーモン小暮                     | 聖飢魔II、レクター・H伯爵                            | 7:15  |
| 6.        | 「TEENAGE DREAM」                       | デーモン小暮                       | Sgt. ルーク篁III世               | 聖飢魔II、レクター・H伯爵                            | 5:14  |
| 7.        | 「CHINESE MAGIC HERB」                  | デーモン小暮                       | デーモン小暮                     | 聖飢魔II、レクター・H伯爵                            | 1:41  |
| 8.        | 「闘う日本人」                          | デーモン小暮                       | ゼノン石川                       | 聖飢魔II、レクター・H伯爵                            | 4:08  |
| 9.        | 「DOOMS' DAY」                          | デーモン小暮                       | デーモン小暮                     | 聖飢魔II、中村哲、妖怪松崎様                         | 4:54  |
| 10.       | 「赤い玉の伝説 (リマスターバージョン)」 | デーモン小暮                       | エース清水                       | 松崎雄一                                             | 5:47  |
| 11.       | 「CYBER MEGA MIX B.D.3」                |                                    |                                  |                                                      | 5:25  |
| 12.       | 「君が代は千代に八千代の物語」          | デーモン小暮                       | Sgt. ルーク篁III世               | 聖飢魔II、松崎雄一                                   | 4:55  |
| 13.       | 「BAD AGAIN〜反叛童真〜（広東語Ver.）」 | デーモン小暮                       | Sgt. ルーク篁III世               | 聖飢魔II、松崎雄一／ストリングス・アレンジ: 斎藤ネコ | 5:30  |
| 合計時間: | 合計時間:                               | 合計時間:                          | 合計時間:                        | 合計時間:                                            | 65:50 |

## スタッフ・クレジット

### 愛と虐殺の日々
- CDブックレットに記載されたクレジットを参照[15]。

#### 聖飢魔II
- デーモン小暮 – ボーカル
- エース清水 – ギター
- Sgt.ルーク篁III世 – ギター
- ゼノン石川 – ベース
- ライデン湯沢 – ドラムス

- ゾッド星島 – ベース
- ジェイル大橋 – ギター

#### 制作スタッフ
- 丸沢和宏 – ディレクター
- 田中三一 – デジタル・マスタリング
- 平野喜久雄 – マネージャー
- 松元元ちゃん – マネージャー
- もとやましげる – マネージャー
- 山本健也 – プロジェクト・プロデューサー
- 安場晴生 – プロモーション担当
- おざわあゆみ – プロモーション担当
- 岩井周三 – エグゼクティブ・マネージャー

#### 美術スタッフ
- 加藤靖隆（アボーヴ・アス・オンリー・スカイ・スタジオ） – アート・ディレクション、デザイン
- 荒川俊一 – デザイン
- 板東成留 – カバー写真、アーティスト写真
- 菅野秀夫 – アーティスト写真
- 幡野好正 – アーティスト写真
- 中村ノブオ – アーティスト写真
- 藤井春日 – アーティスト写真
- 河部菜津子 – スタイリスト
- さいとうまつたろう (Comigs) – セット・ワーク
- 稲垣博司 – エグゼクティブ・プロデューサー

### 愛と虐殺の日々〜歴代小教典 ソニー時代完全盤〜
- CDブックレットに記載されたクレジットを参照[16]。

#### 制作スタッフ
- 椿洋也（ソニー・ミュージックダイレクト） – A&R
- 清水彰彦（ソニー・ミュージックダイレクト） – エグゼクティブ・プロデューサー
- 塩月博之（ソニー・ミュージックスタジオ東京） – マスタリング・エンジニア
- まつもと“トラボルタ”げん（よしもとクリエイティブ・エージェンシー） – マネージメント・ディレクター
- Shigeto "Takeshi Papa" Saurus（よしもとクリエイティブ・エージェンシー） – アーティスト・マネージャー
- 川面博 – オリジナル・レコーディング・プロデューサー
- 丸沢“サテュロス”和宏 – オリジナル・レコーディング・ディレクター
- 山本“蟹将軍”健也 – オリジナル・レコーディング・プロジェクト・プロデューサー
- 安場“ヤスバハルヲ”晴生 – オリジナル・レコーディング・A&R

#### 美術スタッフ
- 加藤“スーパー・エクスプレス”靖隆（ゴーストレンチスタジオ） – CDパッケージ・アート・ディレクション、グラフィック・デザイン、アートワーク
- Tako★MASARU – グラフィック・アート・マニピュレーション
- 中西“レッドパンプス”彩子 – グラフィック・オペレーション
- 橋本尚美 (Fantafonte) – 歌詞執筆
- Ho-Shu Kogure – 書道レタリング
- ピーター・アシュワース（英語版） – 写真撮影
- 板東成留 – 写真撮影
- 細川晃 – 写真撮影
- 管野秀夫 – 写真撮影
- 幡野好正 – 写真撮影
- 藤井春日 – 写真撮影
- 中村ノブオ – 写真撮影
- Takashi Zigen – 写真撮影
- イアン・ライト（英語版） – イラストレーション
- 加藤 "Ponk!!" 靖隆 – イラストレーション
- スクリーミング・マッド・ジョージ – エフェクト・クリエーション
- 福岡洋一 – エフェクト・クリエーション
- 松井祐一 – エフェクト・クリエーション
- 川上“ボンド”登 – コスチューム・デザイン
- 河部菜津子 – スタイリスト
- サラ・フィリップス – スタイリスト
- 林美術 – セットワーク
- 上原生真（ソニー・ミュージックコミュニケーションズ） – プリンティング・コーディネーター
- 望月孝則（ソニー・ミュージックコミュニケーションズ） – プリンティング・コーディネーター
- さくらばゆきこ（ソニー・ミュージックコミュニケーションズ） – プリンティング・コーディネーター
- まえはらなおみ（ソニー・ミュージックコミュニケーションズ） – プリンティング・コーディネーター

#### その他スタッフ
- ボブ・ダイヤ – 英語スーパーバイザー
- 増山賢治 – 広東語スーパーバイザー
- チャン・ミン・チー – 広東語スーパーバイザー
- シャーク岩井 – スペシャル・サンクス
- ナスティ平野 – スペシャル・サンクス

## リリース日一覧
| No. | リリース日     | レーベル                                 | 規格         | カタログ番号  | 最高順位 | 備考 | 出典               |
| --- | -------------- | ---------------------------------------- | ------------ | ------------- | -------- | --- | ------------------ |
| 1   | 1991年12月13日 | ソニー・ミュージックレコーズ／FITZBEAT   | 2枚組CD      | SRCL-2267～8  | 16位     | | [ 1 ] [ 9 ] [ 17 ] |
| 2   | 1991年12月13日 | ソニー・ミュージックレコーズ／FITZBEAT   | 2本組CT      | SRTL-1792～3  | 16位     | | [ 1 ]              |
| 3   | 1994年7月1日   | キューン・ソニー／FITZBEAT               | 2枚組MD      | KSY2-2019～20 | -        | | [ 18 ] [ 19 ]      |
| 4   | 2013年11月27日 | ソニー・ミュージックダイレクト／GT Music | 3枚組BSCD2   | MHCL-30196～8 | 102位    | 『愛と虐殺の日々〜歴代小教典 ソニー時代完全盤〜』として発布 ソニー・ミュージック所属時代の全小教典を網羅 | [ 20 ] [ 21 ]      |
| 5   | 2013年11月27日 | ソニー・ミュージックダイレクト           | AAC-LC       | -             | -        | 『愛と虐殺の日々〜歴代小教典 ソニー時代完全盤〜』のデジタル・ダウンロード版                              | [ 22 ]             |
| 6   | 2013年11月27日 | ソニー・ミュージックダイレクト           | ロスレスFLAC | -             | -        | 『愛と虐殺の日々〜歴代小教典 ソニー時代完全盤〜』のデジタル・ダウンロード版                              | [ 23 ]             |
| 7   | 2017年8月30日  | ソニー・ミュージックダイレクト           | ハイレゾFLAC | -             | -        | 『愛と虐殺の日々〜歴代小教典 ソニー時代完全盤〜』のデジタル・ダウンロード版                              | [ 24 ]             |